# Casco antiguo de Pamplona
El Casco Antiguo o Casco Viejo (en euskera: Alde Zaharra) es el barrio histórico de la ciudad de Pamplona, capital de la Comunidad Foral de Navarra (España). Está situado en el corazón de la ciudad en la porción más alta de la meseta y en él se hallan los principales monumentos de la ciudad.
En 2015, para la aprobación por la Unesco de la ampliación del Camino de Santiago en España a «Caminos de Santiago de Compostela: Camino francés y Caminos del Norte de España», España envió como documentación un «Inventario Retrospectivo - Elementos Asociados» (Retrospective Inventory - Associated Components) en el que en el n.º 181 figura la Ciudad Vieja.

## Situación

Plano del Casco Viejo de Pamplona.

El Casco Antiguo de Pamplona se encuentra en el centro de la ciudad y sobre una meseta sobre la que se asienta gran parte de la ciudad, dominando la Cuenca de Pamplona. Está bien comunicado con los barrios de nuevo desarrollo, ya que la mayoría de las Villavesas (autobuses) que atraviesan la ciudad tienen paradas en el límite del Casco Viejo (fundamentalmente en el Paseo de Sarasate. Actualmente está en estudio un acercamiento de algunas líneas a otros puntos del Casco Antiguo, a petición de los comerciantes.
El Casco Antiguo es una zona peatonal y, por ello, tan sólo circulan por su interior vehículos destinados a limpieza, transporte, coches privados, cuyo aparcamiento esté en el interior del barrio, y vehículos de mantenimiento. Para todos los demás vehículos está prohibida la entrada para mantener el carácter peatonal de la zona.

## Historia
La antigua ciudad se desarrolló desde época romana en el espacio que hoy conocemos como la Navarrería, bajo una pequeña elevación, protegida al norte y al noreste por el entorno del Río Arga. Este emplazamiento estratégico fue creciendo y en la Alta Edad Media se formaron junto a él dos nuevos núcleos de población: el Burgo de San Cernin, compuesto fundamentalmente por inmigrantes de Occitania y el sur de Francia, y la Población de San Nicolás, con gentes de diversas procedencias.
Estos tres núcleos, la Ciudad de la Navarrería, el Burgo de San Cernin y la Población de San Nicolás, son los que tras siglos de enfrentamientos fueron unificados durante el reinado de Carlos III de Navarra en 1423, por el llamado Privilegio de la Unión, en una sola ciudad con una única administración municipal.
Es esta zona la que hoy constituye el Casco Antiguo de Pamplona, en el que aún pueden percibirse las viejas divisiones de los Burgos mencionados.

## Urbanismo

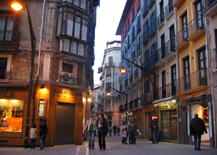
Calle Calceteros, próxima al Ayuntamiento.

No se trata de un barrio monumental, su trazado es medieval, con calles estrechas, manzanas irregulares, gran densidad, edificios estrechos y profundos con huecos verticales, balcones, miradores, aleros de madera, etc. Hasta 1890 era toda la extensión de la ciudad (con excepción de la Rochapea), por lo que concentra la mayor parte de los monumentos de la ciudad.
Se aprecian los tres burgos que dieron origen a la ciudad unificada en 1423 mediante el Privilegio de la Unión. El de la Navarrería llegaba hasta las actuales calles Chapitela y Mañueta; el de San Cernin con límite de las calles Santo Domingo y Nueva; y el de San Nicolás. Cuando se produjo esta unión, se edificó el Ayuntamiento y las escasas plazas del barrio, como la del Castillo en tierra de nadie. Otras, más pequeñas, quedan en el interior o se crearon a partir del derribo de edificaciones. Se conservan prácticamente íntegras las murallas del siglo XVI del norte y oeste (erigidas tras la conquista de Navarra).

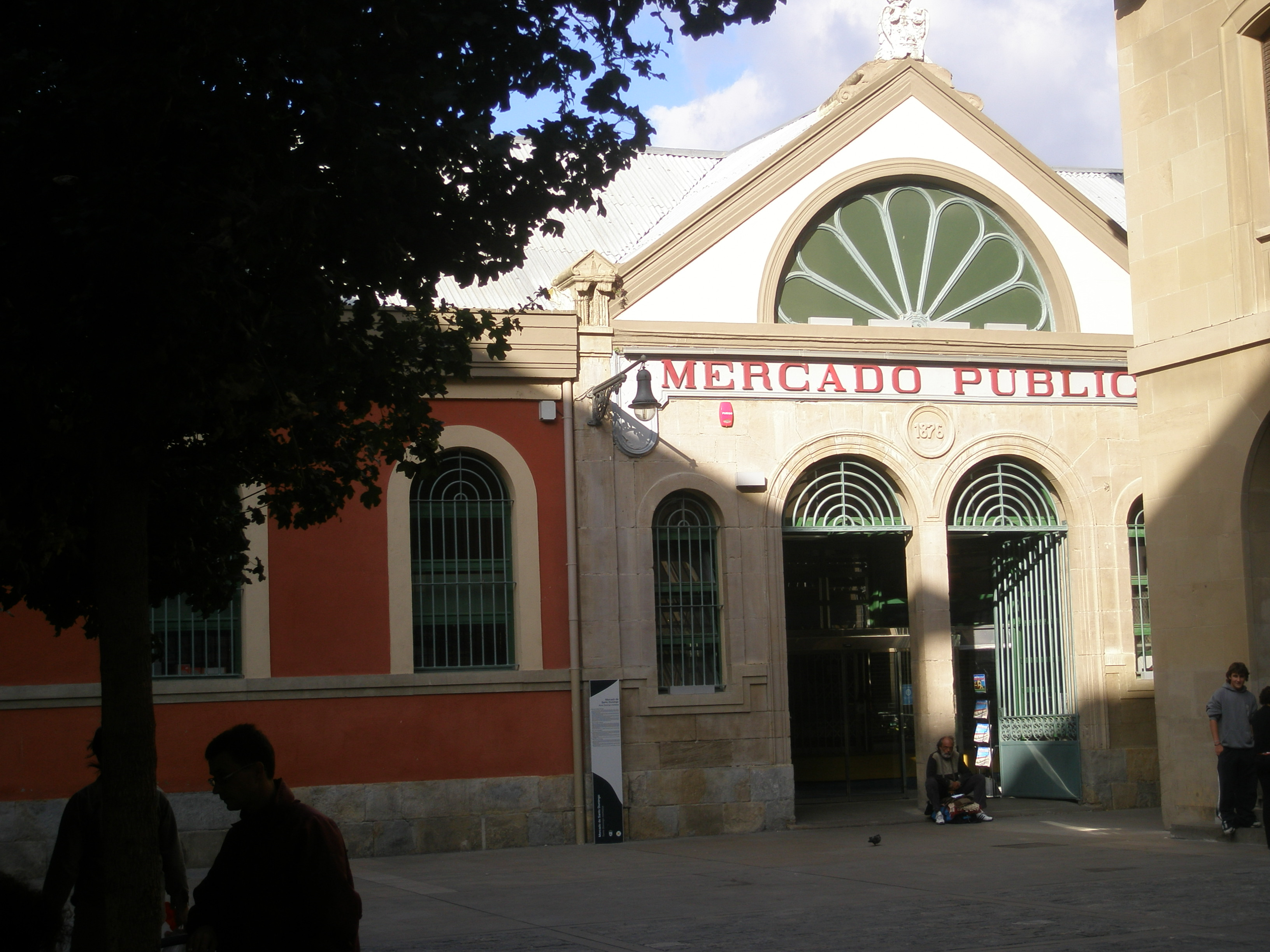
Mercado Municipal, de 1876.

 Este barrio sufre hoy día graves problemas en relación con el envejecimiento de la población, el deterioro y falta de condiciones de las viviendas, concentración de marginalidad social, tráfico rodado por calles estrechas... que se intentan corregir con diversas actuaciones. Sigue siendo una importante zona comercial y de ocio de la ciudad, que atrae a cantidad de gente por su dinamismo y posición en la ciudad, y donde se encuentran gran cantidad de tiendas de todo tipo (bazares, bares de copas y de pintxos, restaurantes, etc.). El corazón del barrio es la Plaza del Castillo, que se encuentra en la conexión del Casco Antiguo con el Segundo Ensanche, y que es la plaza principal de la ciudad y en la que se llevan a cabo importantes espectáculos, conciertos, ferias, etc.
El Casco Antiguo de Pamplona está siendo totalmente renovado por medio de planes iniciados hace una década, que están peatonalizando sus calles e introduciendo galerías para instalaciones en el subsuelo, con dotaciones como el nuevo Centro Cívico que se ha situado en el Palacio del Condestable, rehabilitado en el 2008; también en este año se inauguraron unos ascensores en la calle Descalzos que lo conectan directamente con el barrio de la Rochapea, además de adecuar las villavesas (autobuses urbanos) para conectar con los distintos barrios de la ciudad, etc.
En el casco viejo de Pamplona viven actualmente 12.260 personas (datos de julio de 2006), con una población extranjera de 1.938 personas, lo que supone el 15,8% del total de la población del barrio[cita requerida].
Como resumen, destaca:
- Estructura urbana: es más bien irregular, aunque algunas partes son ortogonales.
- Calles, plazas, parques: calles estrechas, manzanas irregulares, gran densidad, edificios estrechos y profundos con huecos verticales, balcones, miradores, aleros de madera, etc.
- Edificios: Pamplona conserva parte de sus murallas de la Edad Moderna, así como vestigios de las medievales. Las principales iglesias (no así las únicas) son las de San Saturnino y San Nicolás, de la época medieval. La catedral es gótica. También está el Ayuntamiento.
- Actividades económicas: sigue siendo una importante zona comercial y de ocio de la ciudad, que atrae a cantidad de gente por su dinamismo y posición en la ciudad, y donde se encuentran gran cantidad de tiendas de todo tipo.

## Patrimonio

### Civil

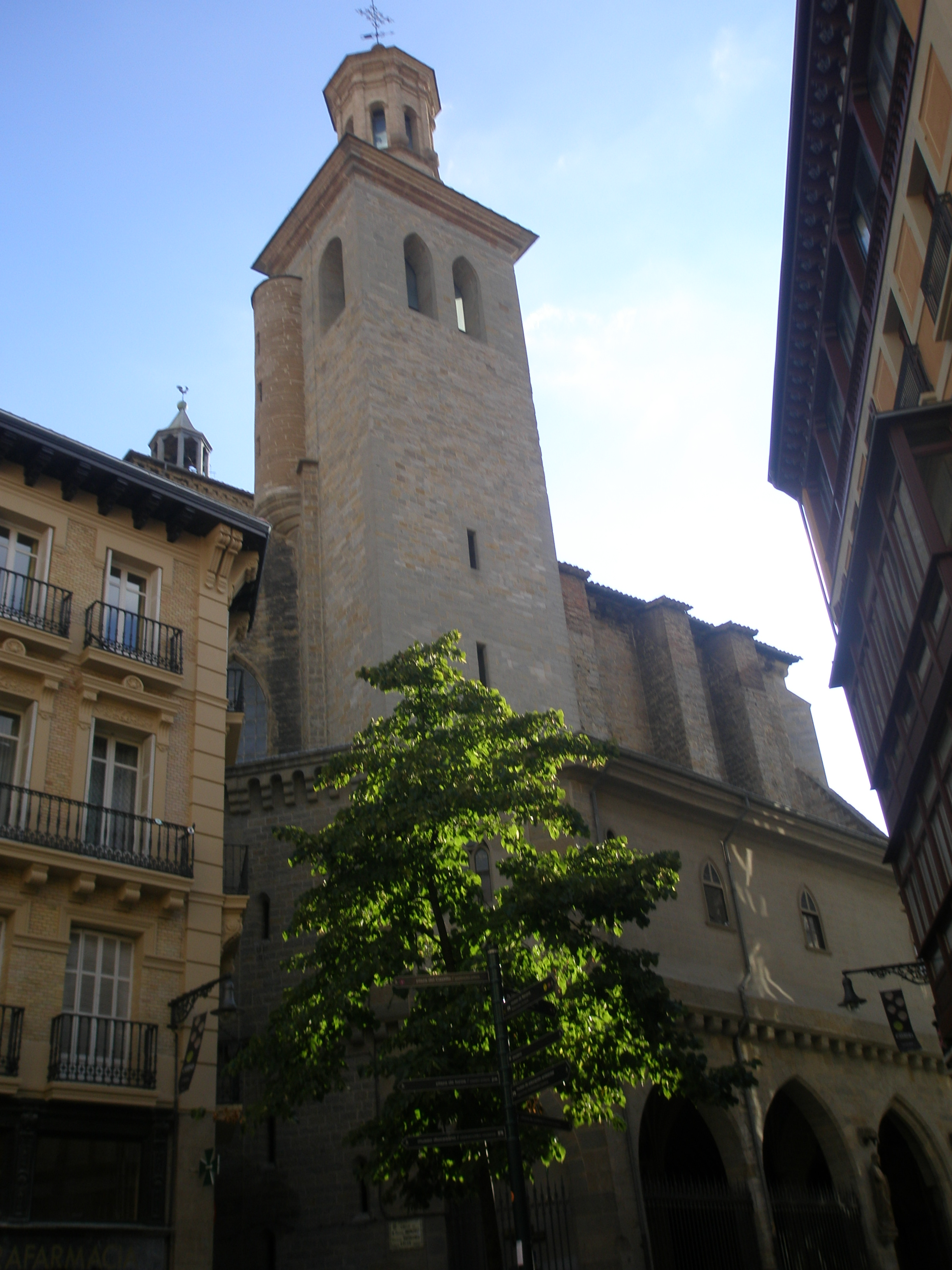
Imponente iglesia de San Saturnino.

* Fortificaciones de Pamplona. El Casco Antiguo conserva parte de sus murallas de la Edad Moderna, así como vestigios de las medievales. 
- Palacio de los Reyes de Navarra (actual Archivo General de Navarra)
- Museo de Navarra
- Casa Consistorial: Conserva la fachada barroca del siglo XVIII. El primer ayuntamiento fue construido con el Privilegio de la Unión, por Carlos III el Noble, en tierra de nadie, para evitar ser juzgado de parcialidad, y así evitar enfrentamientos entre los burgos.
- Cámara de Comptos Reales (Tribunal de Cuentas): en la calle de Ansoleaga. Es una casita gótica del siglo XIV.
- Palacio de la Diputación Foral o de Navarra (siglo XIX),
- Edificio La Agrícola: realizado para la banca y seguros La Agrícola. Este es diseño de Francisco de Urcola de 1910 y se finalizó su ejecución en 1913. Años después fue Gran Hotel de lujo, cerrado en 1934, y durante un período, entre 1914 y 1924, Gobierno Civil con entrada por la calle nueva; en la actualidad, parte de él es Biblioteca Municipal desde 1972. Es un edificio de proporciones inusuales en la arquitectura civil del Casco Viejo de Pamplona. Tiene gran riqueza y variedad de elementos, con singularidad de sus esquinas redondeadas, coronadas con cúpulas, y el mosaico colorista de dibujo vegetal en su frontón central. Un ejemplo de arquitectura ecléctica con algunos matices modernistas.
- Escuelas de San Francisco: En este solar se encontraba el convento de franciscanos hasta la desamortización del siglo XIX, con derribo del mismo en 1849. El edificio actual de la escuela se construyó en 1902 por el arquitecto Julián Arteaga. El edificio es de grandes dimensiones de solo tres plantas. El cuerpo central es de piedra y se encuentra adelantado al resto, que es de ladrillo rojo.
- Palacio de Ezpeleta: palacio barroco (siglo XVIII) de fachada muy espectacular. Está situado en la calle Mayor. En uno de sus balcones todavía se aprecia la bala que durante las guerras carlistas (1875) fue disparada desde San Cristóbal. Su parte trasera presenta una magnífica galería de arcos.
- Palacio del Condestable: Única muestra de arquitectura del Renacimiento en Pamplona. Situado entre la calle Mayor y Jarauta, fue palacio episcopal hasta la construcción del actual en 1736. También fue sede del Ayuntamiento mientras se construía el actual edificio barroco de 1752 a 1760. Recientemente ha sido restaurado y es el centro cultural del Casco Antiguo.
- Palacios de  Goyeneche, Mutiloa, Navarro Tafalla,

### Espacios urbanos
- Plaza del Castillo: Está considerado como el «cuarto de estar» de los pamploneses. El primer castillo fue mandado construir en el centro de la plaza por el rey Luis el Obstinado, entre 1308 y 1311. Cuando se reconstruyeron las murallas para rodear toda la ciudad, este castillo quedaba demasiado dentro de la ciudad, y Fernando el Católico mandó levantar en 1513, utilizándose las piedras del Viejo castillo, desaparecido hacia 1540. Finalmente, hacia 1590, con la Ciudadela ya en construcción avanzada, se tiró este último castillo.

La plaza ya estaba delimitada por tres de sus lados, menos el lado sur, en el cual las carmelitas descalzas construyeron el primitivo monasterio de Santiago, luego trasladado, que cerraba la plaza. Las obras acabaron hacia 1600.
Fue coso taurino desde el siglo XVII hasta 1843.
La plaza es fruto de construcciones de distintas épocas, por lo que puede apreciarse la gran variedad de estilos, siendo una plaza muy variopinta y de gran solera.
finales del XVIII, la plaza fue decorada con una hermosa fuente de Luis Paret a la Abundancia, popularmente llamada la MariBlanca, que fue derribada en 1910, conservándose sólo la estatua. En 1836, las Carmelitas Descalzas se vieron obligadas a abandonar el convento, con la Desamortización de Mendizábal. Aquí se construirían el Palacio de la Diputación de Navarra, el antiguo Crédito Navarro y el Teatro Principal, todo de estilo neoclásico. En 1859, se instauró el Hotel La Perla, todavía presente en un rincón de la plaza, y aunque es el más antiguo de Navarra fue remodelado por completo en el 2007. Entre 1880 y 1895, se instauraron el Nuevo Casino Principal y el Café Iruña, con un aire romántico de fin de siglo que aún conservan. Otros muchos cafés proliferaron en esta época. Por esta plaza pasaba el tren Irati en 1911. Con la construcción del Segundo Ensanche, el Teatro Principal fue trasladado para abrir la avenida de Carlos III, en 1931.
En 1943, se colocó el famoso quiosco de música de piedra que sustituye al de madera existente hasta entonces.
Con las obras del polémico aparcamiento en esta plaza, se descubrieron en su subsuelo un menhir, restos de termas romanas, una necrópolis musulmana, un tramo de la muralla medieval y los restos del ya mencionado convento.[cita requerida]
- Plaza de San Francisco: En los solares que quedaron tras el derribo de la antigua audiencia y cárcel, se realizaron la plaza de San Francisco y dos edificios que presiden esta plazaː el Edificio La Agrícola y las Escuelas de San Francisco. En frente del colegio, hay un monumento a San Francisco de Asís del escultor Jacinto Argaya.

### Religioso
- Catedral de Santa María es de factura gótica (1387–1525). Consta de tres naves de 6 tramos, crucero y ábside poligonal rodeado por girola. La fachada es neoclásica, diseñada por Ventura Rodríguez aunque ejecutada por Santos Ángel de Ochandátegui (1783). La catedral que conocieron los primeros peregrinos era románica, pero tras el desplome del coro, el rey Carlos III el Noble decidió acometer una remodelación completa de todo el edificio acorde al estilo imperante.

En su interior se encuentra el magnífico mausoleo del rey Carlos III el Noble y su esposa doña Leonor de Trastámara (obra de Jean Lomme de Tournai, 1416), compuesto de dos figuras sedentes bajo dosel y rodeado de 28 figurillas de plorantes, todo ello en alabastro con detalles policromados y en metal.
Capilla del ábside, con un frontal de altar del siglo XV y una buena sillería de coro de 1530.
Se accede al claustro desde el brazo derecho del crucero a través de la «Puerta Preciosa», que tiene capiteles historiados y una Virgen en el parteluz, y en el tímpano la Dormición de María, policromada, del siglo XIV.
Claustro gótico, obra maestra del gótico (ss. XIV–XV). Elegantes arcos cuádruples con tracerías caladas. Varias capillas y el Museo Diocesano.

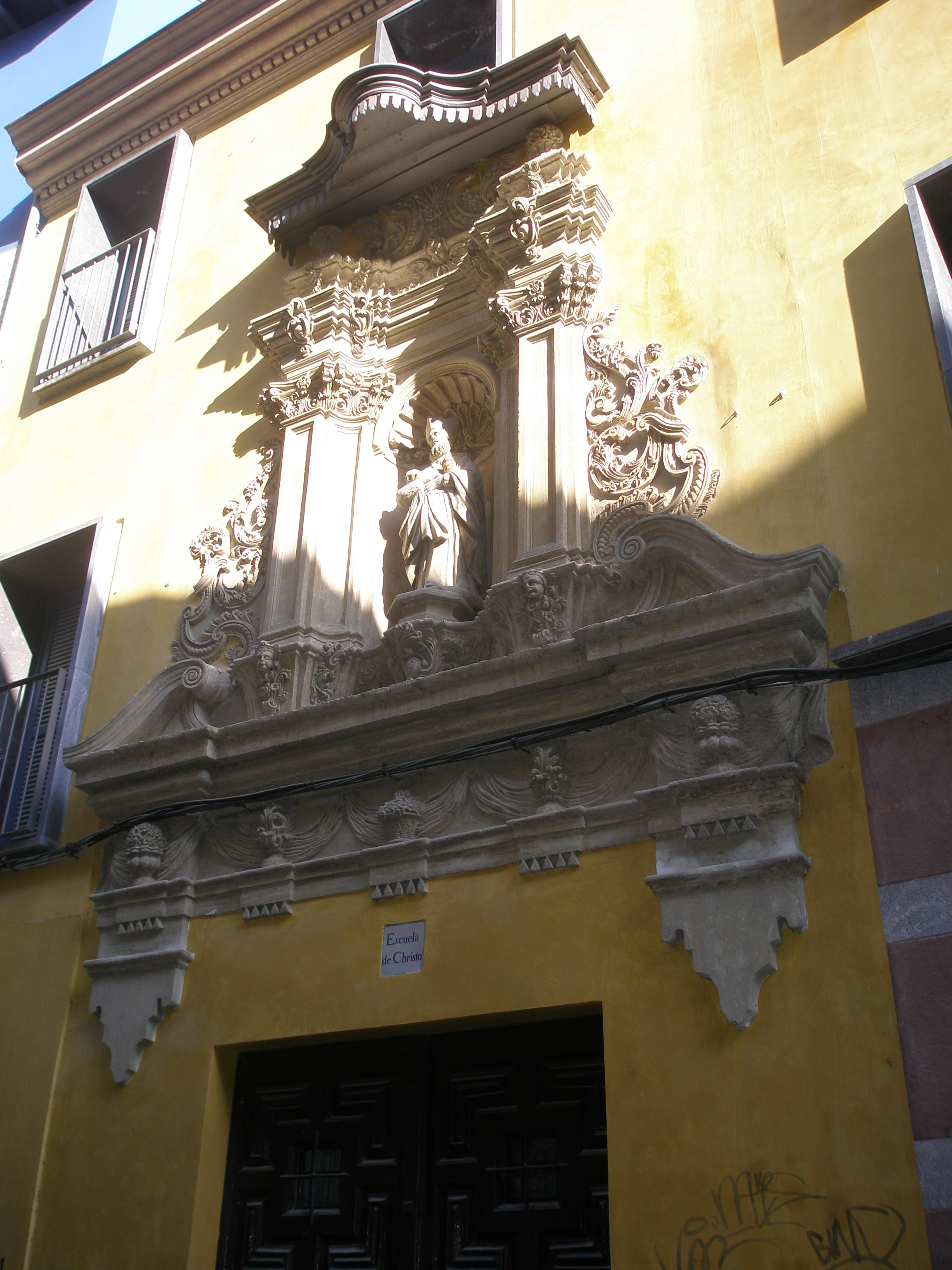
Capilla de San Felipe Neri.

- Iglesia de San Saturnino (o San Cernin o San Sernin), evangelizador de la ciudad. La de mayor tradición jacobea. Siglo XIII. Aspecto de fortaleza flanqueada por robustas torres. La portada tiene un tímpano del Juicio Final. Talla de Santiago con un niño peregrino arrodillado a sus pies en el pórtico de la fachada. En el lugar del antiguo claustro de esta iglesia se construyó en el siglo XVIII la Capilla de la Virgen del Camino. Tiene una talla de San Serenín.
- Capilla de San Felipe Neri, con una preciosa portada barroca del siglo XVIII. Detrás de la iglesia de San Saturnino.
- Iglesia de San Lorenzo: En su origen fue gótica, pero ya apenas quedan vestigios de esa época gótica, por la reforma neoclásica. Hasta 1901, todavía le quedaba el gran torreón, que vigilaba el horizonte, resto de los intentos de defensa medievales, y una espléndida portada barroca. Pero en ese año todo eso se tiró. En una gran capilla barroca, se halla la imagen de San Fermín, que se lleva en la procesión.
- Iglesia de San Nicolás: Aspecto de fortaleza gótica, con rosetón románico y torre del siglo XIV. Ha sufrido múltiples transformaciones y ampliaciones a lo largo de los siglos, con un resultado un tanto atípico.
- Palacio Episcopal